# 飞机库

机库剖面图

飞机库（英語：hangar），又稱機棚，是一种用来存放飞机或航天飞机等航空器的封闭建筑。大多是用金属制成，也有用水泥或是木头之类者，一词来自中世法语 ，意為"围场"或是“围墙”。
机库使得维护人员能方便舒适地对飞机进行维护，也可保護飛機避免因外在因素而受損。不少國家為了保存戰力，避免遭敵軍炸毀，會為軍用飛機興建有抗炸能力的碉堡機庫，甚至是在山洞內開鑿空間存放飛機。

## 歷史

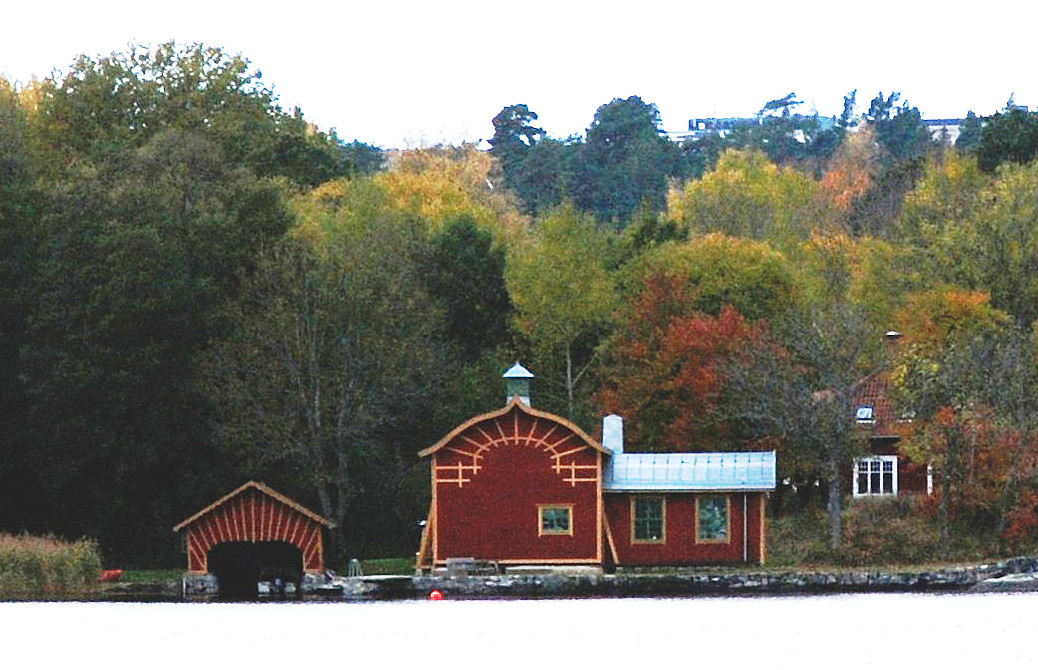
Carl Richard Nyberg 1908年的穀倉機庫

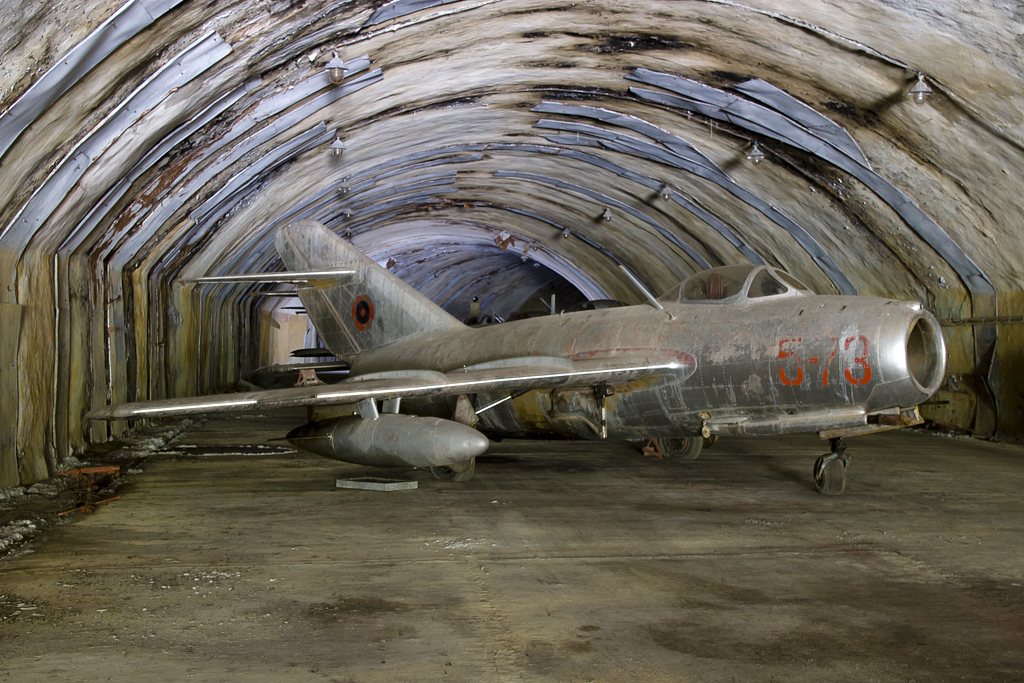
MiG-15在防炸碉堡機庫

20世纪初叶Carl Richard Nyberg就作了机库来存放他的固定翼飛機。
1909年Louis Bleriot在法国北部的Les Baraques一处农场进行了应急着陆，把飞机推进了农场主的牛窝棚作为飞机存放地。当时他在准备竞赛成为第一个飞过英吉利海峡的人。

## 航空母艦的機庫
二戰期間的航空母艦為了提高艦載機數量，大部分採雙層機庫，但是英國的光辉级航空母舰是用裝甲飛行甲板，採用了現代航母的單層機庫，载机量比美日航母小，主要就是为了提供全封闭的航母机库，以在天气恶劣的北大西洋作业。
後來海軍航空兵用軍機進入噴氣機時代，二戰中的雙層機庫已經不適合，所以在二戰結束後的航母有一部份採單層機庫，像是美國的福萊斯特級超級航母。
隨著時代的演變，航母中的雙層機庫逐漸地被淘汰，現在已經沒有服役中的航母是雙層機庫，其原因是二戰的飛機很容易維護，重量也輕，但噴氣式攻擊機重量很重，不易維護，再加上現代航母的結構對於強度很要求，以及升降梯在雙機庫升降的時間很長，所以雙機庫才會被淘汰。